# 貴州茅台酒
貴州茅台酒股份有限公司（きしゅうちだいしゅ、クェイチョウマオタイジウ コフンヨウシエンゴンスー、中国語: 贵州茅台酒股份有限公司）は、中華人民共和国貴州省の酒造企業。白酒「茅台酒」の研究開発、製造、販売、模造品対策を行う。
2001年に上海証券取引所にA株として上場。株価が100人民元を超える数少ない企業の一つである。
貴州省人民政府が親会社貴州茅台集団を通じて間接保有する公有企業である。
2017年4月に飲料メーカーとして時価総額世界最大となった。
さらに2020年6月には、中国本土の上場企業で時価総額世界最大となった。

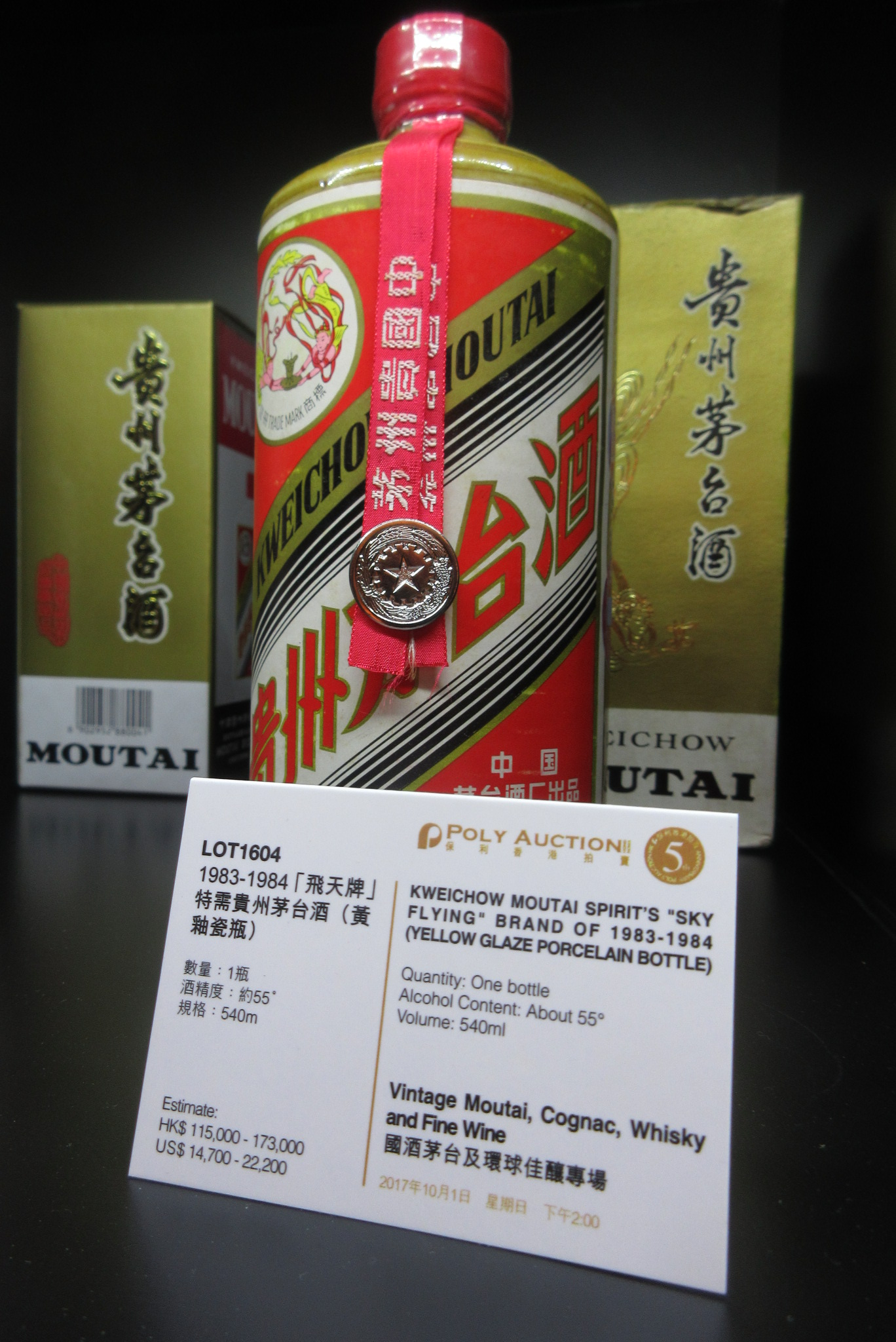
A 香港のオークションに出品された1983年-1984年に蒸留された茅台酒。価格はHK$115,000-173,000 （US$14,700-22,200）と推定される